# 娜留里·佩雷斯
娜留里·亚历山德拉·佩雷斯·雷韦龙（西班牙語：Naryury Alexandra Pérez Reveron，1992年9月29日—），委内瑞拉女子举重运动员，2013年泛美举重锦标赛女子75公斤以上级铜牌得主、2014年泛美举重锦标赛女子75公斤以上级铜牌得主、2023年泛美举重锦标赛女子87公斤以上级铜牌得主。